# Wasyl Jaworski
Wasyl Jaworski, ukr. Василь Яворський, pol. Bazyli Jaworski, herbu Sas (Jaworski-Kosaczewicz) (ur. 21 listopada 1852 w Jaworej, zm. 22 maja 1926 w Nowym Sączu) – prawnik, urzędnik skarbowy, ukraiński polityk narodowo-demokratyczny, poseł do austriackiej Rady Państwa.

## Życiorys
Był synem właściciela ziemskiego i nieruchomości we wsi Jawora w pow. turczańskim Stepana. Uczył się w gimnazjum w Drohobyczu i Samborze, w tym ostatnim zdał egzamin maturalny. Ukończył studia na wydziale prawnym uniwersytetu we Lwowie.  Od 1878 pracował w służbie skarbowej, najpierw jako asystent, od 1884 jako oficjał, od 1889 jako rewident, od 1895 radca skarbowy w oddziale rachunkowym Krajowej Dyrekcji Skarbu we Lwowie (1878–1899) Jednocześnie praktykant konceptowy w powiatowej Dyrekcji Skarbu (1879–1881) a następnie jako koncypient skarbowy asesor w Sądzie Powiatowym w sprawach dochodów skarbowych (1882–1885) w Samborze. Zastępca członka powiatowej Komisji Szacunkowej podatku gruntowego w Stryju (1880–1884). Komisarz, od 1889 nadkomisarz oddziału Prokuratorii Skarbowej w Nowym Sączu (1886–1893). Asesor w Sądzie Powiatowym w sprawach dochodów skarbowych w Nowym Sączu (1891–1893). Jako radca skarbu dyrektor Powiatowej Dyrekcji Skarbowej, od 1896 Dyrekcji Okręgu Skarbowego w Brzeżanach (1894–1897) Przewodniczący Sądu Powiatowego w sprawach dochodów skarbowych w Brzeżanach (1894–1897). Dyrektor od 1901 radca Dyrekcji Okręgu Skarbowego w Nowym Sączu (1897–1901). Przewodniczący Sądu Powiatowego w sprawach dochodów skarbowych w Nowym Sączu (1897–1899). W 1901 przeszedł w stan spoczynku.
Był człowiekiem zamożnym, m.in. współwłaścicielem kopalni ropy naftowej w Bóbrce w powiecie sanockim. Był także właścicielem wielu nieruchomości m.in. zakupionej w 1897 w Nowym Sączu kamienicy przy ul. Jagiellońskiej, w miejsce której pod koniec XIX wieku wybudował budynek mieszkalno-bankowy wg planów Jana Perosia. Członek oddziału cieszanowskiego Galicyjskiego Towarzystwa Gospodarskiego we Lwowie (1893–1894).
Od czasu studiów związany z ukraińskim ruchem narodowym. Podczas pobytu w Brzeżanach pod wpływem pisarza ukraińskiego Andrija Czajkowskiego i wspólnie z nim zakładał oddziały towarzystw „Bojan” i „Nadija”. Po osiedleniu się w Nowym Sączu był jednym z głównych organizatorów na terenie Łemkowszczyzny oddziałów ukraińskich organizacji. Po zaognieniu sporu z miejscowymi działaczami staroruskimi w tow. „Ruska bursa” organizował odrębne organizacje ukraińskie. Był założycielem Banku Łemkowskiego (1902) oraz oddziału tow. „Proswita” (1904) w Nowym Sączu. Tej ostatniej patronował do końca życia.
Był posłem do austriackiej Rady Państwa X kadencji (31 stycznia 1901 – 30 stycznia 1907) wybranym w kurii II (gmin miejskich) w okręgu wyborczym nr 21 (Brzeżany-Kozowa-Rohatyn-Bursztyn-Podhajce-Wiśniowczyk). W parlamencie austriackim należał do grupy posłów narodowo-demokratycznych w Klubie Ruskim. Współzałożyciel wraz z Romanem Sembratowiczem i wydawca „Ruthenische Revue” (1903) Od 1905 uczestniczył w organizowaniu Tow. „Sicz”. W latach 1906–1915 wydawał także „Ukrainische Rundschau” w Wiedniu.